# I Don't Wanna
„I Don't Wanna“ je píseň britské punkové hudební skupiny Sham 69. Poprvé vyšla na singlu v říjnu 1977, přičemž jeho dvojitá B-strana obsahovala písně „Ulster“ a „Red London“. Autory písně jsou Jimmy Pursey a Dave Parsons a singl produkoval John Cale. V původní studiové verzi písně hrají vedle Purseyho (zpěv) a Parsonse (kytara) ještě Alby Maskell (baskytara) a Mark Cain (bicí). Nahrávání písní probíhalo v srpnu 1977 ve studiu Pathway Studios v Londýně. Autorkou fotografií na obalu alba je Jill Furmanovsky.